# Regió amb Estatut Especial

Regions amb estatut especial

Regió amb Estatut Especial, a Itàlia, és una regió que gaudeix d'una forma particular d'autonomia amb estatut, segons preveu l'article 116 de la Constitució italiana. Les regions amb estatut especial es contraposen a les d'estatut ordinari per la forma i condicions d'autonomia que es determina a la constitució. No obstant això, la Regió sempre és un ens que gaudeix d'autonomia respecte a l'estat.

## Estatut regional
Les formes particulars i condicions d'autonomia d'una regió amb estatut particular són fixades al seu estatut, considerat especial, que marca les competències. La principal diferència entre estatut especial i regional ordinari (de dret comú) és que mentre que l'estatut ordinari és adoptat i modificat amb llei regional, l'especial ho és amb llei constitucional. La reforma del títol V de la Constitució italiana de 2001 ha augmentat i potenciat les competències de les regions amb estatut ordinari, de manera que hom parla d'una reducció de l'autonomia de les regions amb estatut especial.

## Regions amb estatut especial
- Sicília, llei constitucional núm 2 de 26 de febrer de 1948
- Sardenya, llei constitucional núm 3 de 26 de febrer de 1948
- Vall d'Aosta, llei constitucional núm 4 de 26 de febrer de 1948
- Trentino-Tirol del Sud, llei constitucional núm 5 de 26 de febrer de 1948
- Friül-Venècia Júlia, llei constitucional núm 1 de 31 de gener de 1963

Quatre regions autònomes van ser instituïdes per l'Assemblea constituent en 1948. El primer estatut especial concedit va ser el de Sicília, el 15 de maig de 1946 pel Reial decret n.º 415. A Sicília, com a Sardenya, va haver-hi un fort moviment autonomista, i fins i tot separatista. En la Vall d'Aosta va servir per protegir la minoria francòfona i a Trentino-Tirol del Sud per a la protecció dels germanófons com es va determinar en l'Acord de París. En 1963 va ser constituïda la regió amb estatut especial Friül-Venècia Júlia, i en 1972 va entrar en vigor el nou estatut especial per al Trentino-Tirol del Sud.